# Brouwerij Lamot

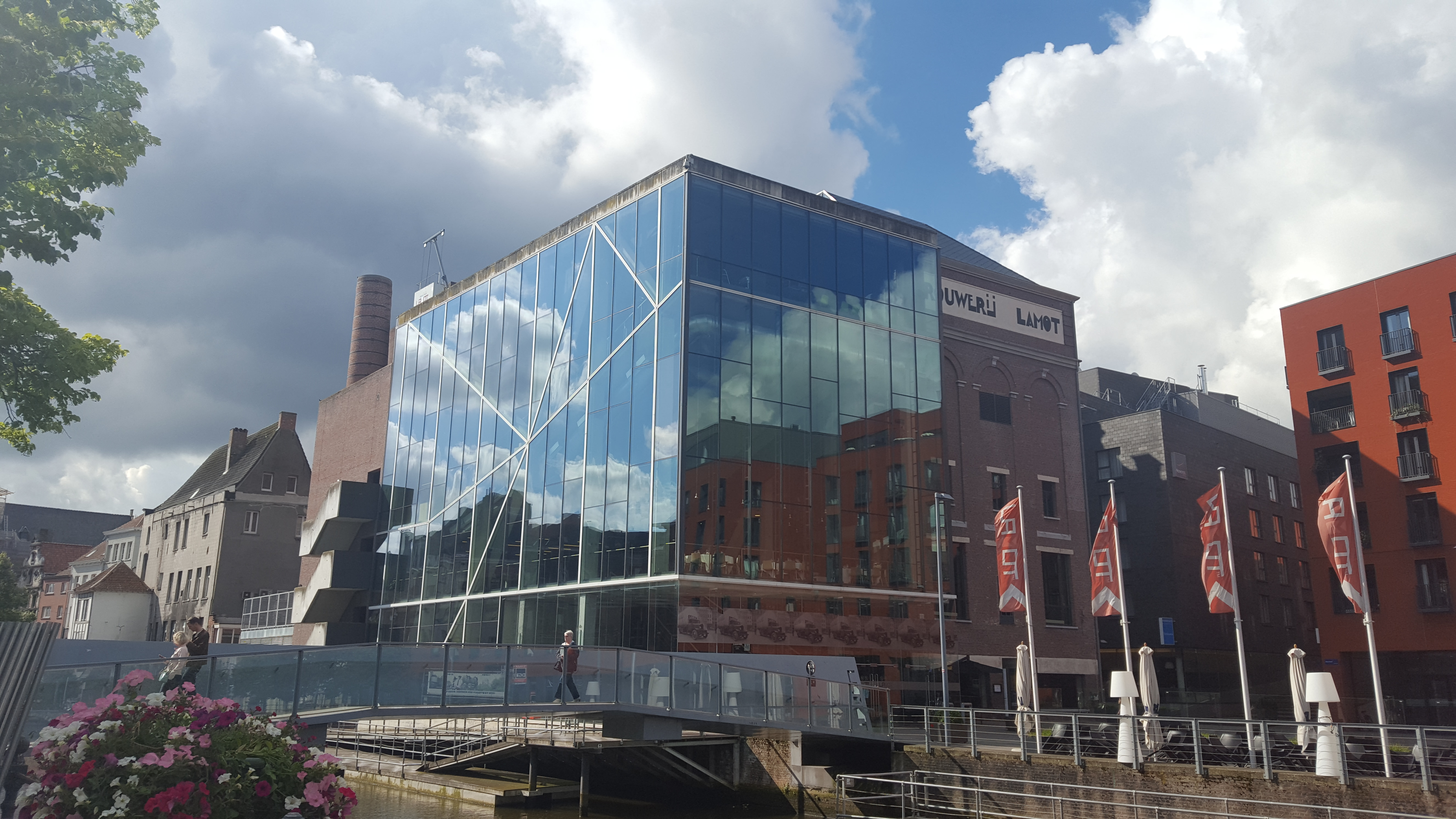
Het oude en nieuwe gebouw.

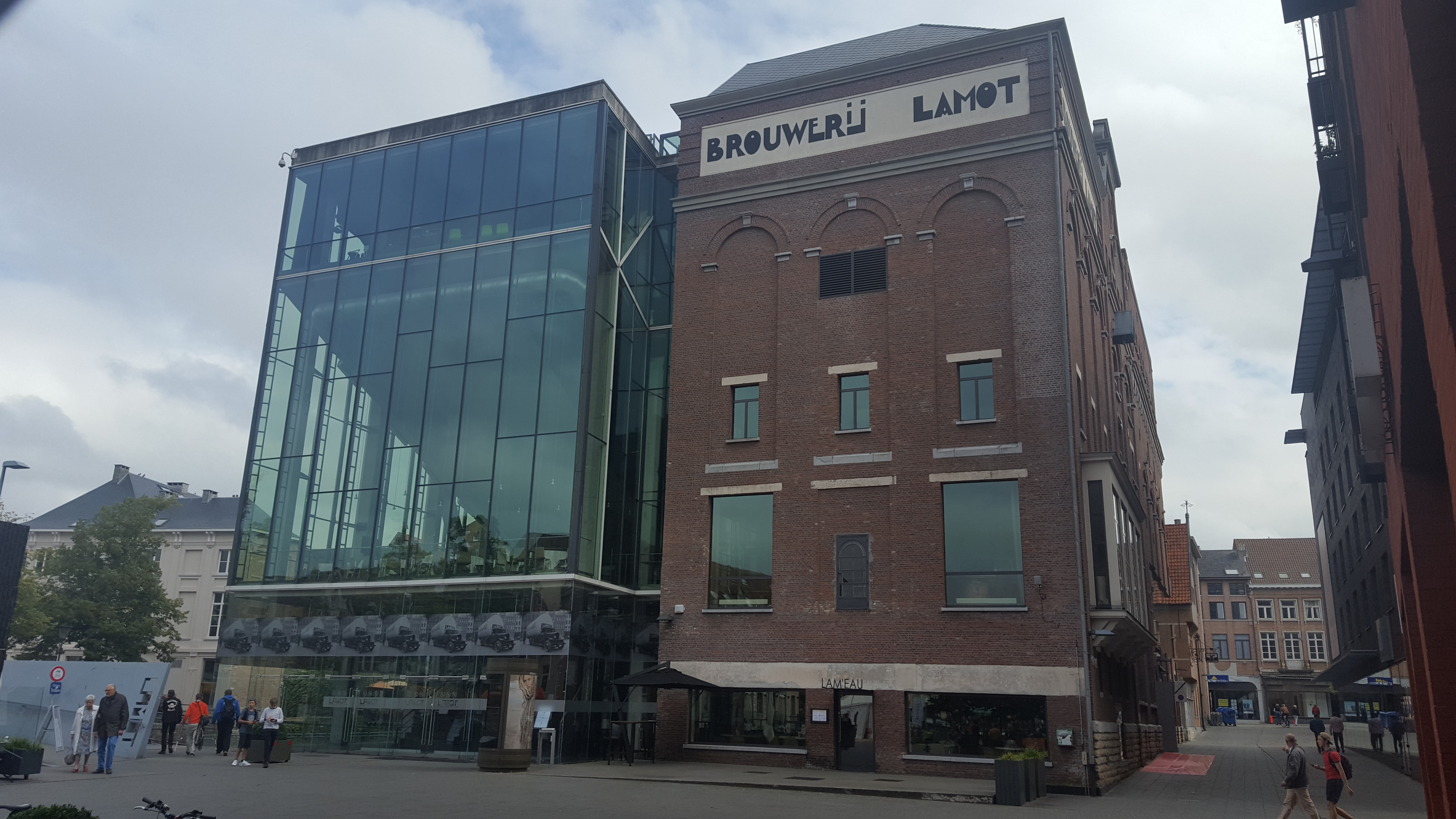
Het oude en nieuwe gebouw.

Brouwerij Lamot is een sedert 1994 gesloten bierbrouwerij in de Van Beethovenstraat in Mechelen in de Belgische provincie Antwerpen.
De brouwerijgeschiedenis van deze locatie gaat terug tot 1627 met brouwerij De Croon. Het gebouw doet nu dienst als congres- en erfgoedcentrum.

## Lamot
In 1855 werden Charles en zijn neef Richard Lamot de eigenaars van Brouwerij De Croon en iets later kochten ze ook de brouwerij De Plein. Kort daarop fuseerden beide brouwerijen onder de naam Brouwerij De Kroon en De Plein. De vader van Charles, Minandus, bezat de Brouwerij Het Kanton te Willebroek. De vader van Richard, Johannes Baptist, bezat de Brouwerij De Rolaf te Boom.
Hun beider grootoom en stichter was Petrus Jacobus Lamot, die al vanaf 1802 bier brouwde in Boom, als uitbater van Brouwerij De Rolaf. Hij had in 1796 de gelijknamige herberg geërfd van Petrus Lamot en Maria-Catharina Vellemans.
Verschillende familieleden werkten in het vak en de volgende generaties komen elkaar meermaals tegen.

## Groei en overname
Na de dood van Charles Lamot in 1906 nam zoon César Lamot de brouwerij over. Net voor de Eerste Wereldoorlog bedroeg de productie 30.000 hectoliter, maar na de bouw van een nieuwe brouwerij in 1922 steeg die naar 70.000 hectoliter of een jaarlijkse storting van 1 miljoen kg.
Vanaf toen koos men voor overnames om zodoende de groei te bestendigen: César Lamot sloot in 1924 een akkoord met Louis Lamot, eigenaar van Brouwerij Rolaf uit Boom. De toenmalige eigenaars trokken zich terug en in 1927 kregen Louis en zoon Julien het beheer over de nieuwe maatschappij die vanaf toen Lamot Limited heette.
Vanaf 1935 tot 1969 volgden diverse overnames: een naamgenoot uit Boom nl. Adolphe Lamot van brouwerij Den Arend; brouwerij Tivoli uit Antwerpen; brouwerij De Zon uit Willebroek; brouwerij Pecher uit Boussu; brouwerij César Jacobs uit Mechelen zelf; brouwerij Sint-Trudo uit Sint-Truiden; brouwerij Lobet uit Hotton; brouwerij Nizet uit Montegnée; brouwerij De La Fontaine uit Tubeke; brouwerij Cuykens uit Lier en brouwerij Désiré Lamot uit Willebroek.
De maximale capaciteit bedroeg ooit 1.000.000 hectoliter.

## Zelf overgenomen
Vanaf 1970 maakte Lamot deel uit van de Belgische tak van de groep Bass Charrington. In 1981 werd Lamot overgenomen door Brouwerij Piedbœuf, later Interbrew, later InBev en vanaf 2008 Anheuser-Busch InBev. Vanaf 1994 werd er gestopt met brouwen op de Mechelse locatie.
Op die manier werd een weliswaar grote brouwerij opnieuw een kleine schakel in een wereldconcern.

## Congres- en Erfgoedcentrum
Ondertussen is de sedert 1994 verlaten brouwerij omgebouwd tot een Congres- en Erfgoedcentrum.
Congrescentrum: multifunctionele ruimtes voor congressen, seminaries, workshops, modeshows, productvoorstellingen, brainstormsessies, voordrachten, beurzen en exposities.
Erfgoedcentrum: het Erfgoedlabo wordt het geheugen van de erfgoedwerking in de regio Mechelen. Men krijgt toegang tot allerlei informatie in materiële en digitale vorm.